# Borosberend
Borosberend (korábban Berend, románul: Berindia) falu Romániában, a Partiumban, Arad megyében.

## Fekvése
Borossebestől 6 km-re délre, a Fehér-Körös jobb partján fekvő település.

## Története
A falu területén dák település nyomait tárták fel.
Borosberend  a középkorban Zaránd vármegyéhez tartozott. 1553-ban Beryndaw, Berende, 1808-ban Berendia, 1913-ban Borosberend néven írták.
1851-ben Fényes Elek írta a településről: „...56 katholikus, 437 óhitű lakos.”
A trianoni békeszerződés előtt Arad vármegye Borossebesi járásához tartozott.
1910-ben 383 lakosából 362 román, 18 magyar volt. A népességből 362 fő görögkeleti ortodox, 10 református, 5 római katolikus volt.
A 2002-es népszámláláskor 221 lakosa közül mindenki román volt.